# Vale do Sol
Vale do Sol is een gemeente in de Braziliaanse deelstaat Rio Grande do Sul. De gemeente telt 11.273 inwoners (schatting 2009).

## Aangrenzende gemeenten
De gemeente grenst aan Candelária, Herveiras, Passa-Sete, Sinimbu en Vera Cruz.